# 卡尔·威廉·舍勒
卡尔·威廉·席勒（瑞典語：Carl Wilhelm Scheele，瑞典語：[kɑːrl ˈʋilhelm ˈɧêːlɛ]，1742年12月9日—1786年5月21日），一译谢勒，瑞典屬波美拉尼亚药剂师及化学家，倾力于纯粹科学的研究，以高超的实验技术发现了氧气和氯气。他从自然物中提取了多种有机酸，在对矿石的研究中发现了钼、钡、钨等金属元素。他对银盐和氢氟酸的性质的研究有助于摄影术和玻璃工业的发展，还对多种颜料和染料进行了分析。

## 生平
舍勒生于瑞属波美拉尼亚的施特拉尔松德（今属德国）的一个商人家庭，是家中的第七个孩子。他两岁时父亲破产，十四岁时就到哥德堡给父亲的朋友，一名叫鲍什的药剂师所开设的独角兽药房做学徒。学徒期间，他显露出对化学的浓厚兴趣，广泛阅读化学著作，进行大量的药学和化学实验，以致于鲍什写信给舍勒的父亲说“他把一半睡眠时间用于阅读那些对他来说还过于高深的著作，损害了他的健康。”

### 和其他化学家的合作

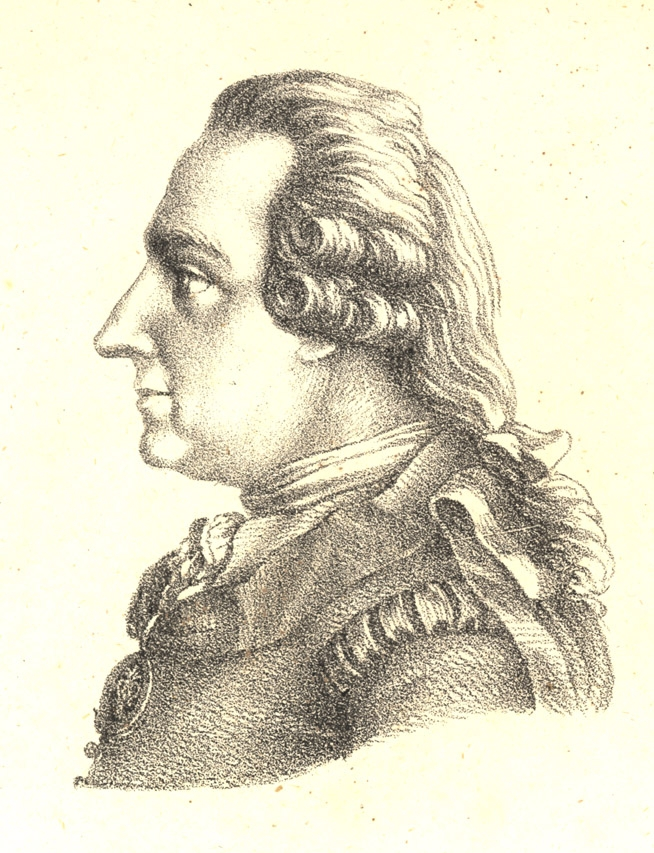
索尔本·贝格曼

1763年，舍勒通过了学徒结业考试，但仍待在独角兽药房工作。1765年鲍什卖掉了独角兽药房，舍勒来到马尔默的展翅鹰药房工作。他在这里结识了隆德大学教师安德尔斯·亚罕·雷特泽乌斯（1742-1821）。雷特泽乌斯也曾经是一位药剂师，他和舍勒一起做了一些化学实验。在他的影响下，舍勒的实验开始系统化，并认真记下自己的实验记录。
1768年舍勒搬到了斯德哥尔摩的渡鸦药房。1770年他到乌普萨拉当药剂师。结识了正在乌普萨拉大学的学生约翰·哥特里布·盖恩，盖恩将舍勒介绍给了自己的老师，瑞典著名化学家索尔本·奥拉夫·贝格曼。贝格曼向舍勒介绍了统治化学界的燃素说，提高了舍勒的理论水平；而舍勒高超的实验能力也屡屡帮贝格曼解决遇到的难题，两人的合作取得了丰硕成果。1775年从未获得过大学学位，年仅32岁的卡尔·威廉·舍勒被选为瑞典科学院院士。

### 定居雪平

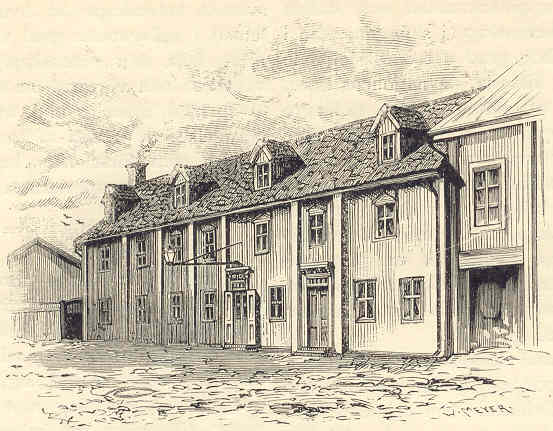
舍勒在雪平经营的药房，同时也是他的居所

1775年雪平的一位药剂师去世，同业公会推选舍勒接任这间药房的经理。舍勒一直也想有一座自己的药房，于是他去了雪平，他以为从此可以有宁静的生活从事实验，在给朋友的信中写道：“你可能会认为各种琐事会困住我，让我远离实验化学，不会的！纯粹的科学一直是我的理想。”但好景不长，舍勒很快发现药房负债累累，药剂师的遗孀和她父亲正计划把药房卖给别人，这让不善处理这种事情的舍勒心情沉闷。但他仍努力工作，同时拒绝了很多到大学任教的邀请。
雪平市的市民认为如果舍勒离开是对城镇的侮辱，组织了抗议要求免除药房债务，倡议只要舍勒来经营药房。舍勒之后就长住在雪平，只因为要参加药剂师资格考试和当选为瑞典科学院院士的典礼去过几次斯德哥尔摩。科学院给他的年金则使他可以继续进行自己的化学实验，他也乐于接待各地来的化学爱好者。1784年起，舍勒的身体情况日益恶化，常常卧床不起。1786年5月，他与前任药剂师的遗孀结婚，将药房转回她的名下，两天之后舍勒去世，葬于雪平当地。按当地的记录，舍勒的死因是神经痛和疲劳，但化学史学者认为和他长期接触大量有毒物质有关。

## 科学贡献

### 发现和提纯多种有机物

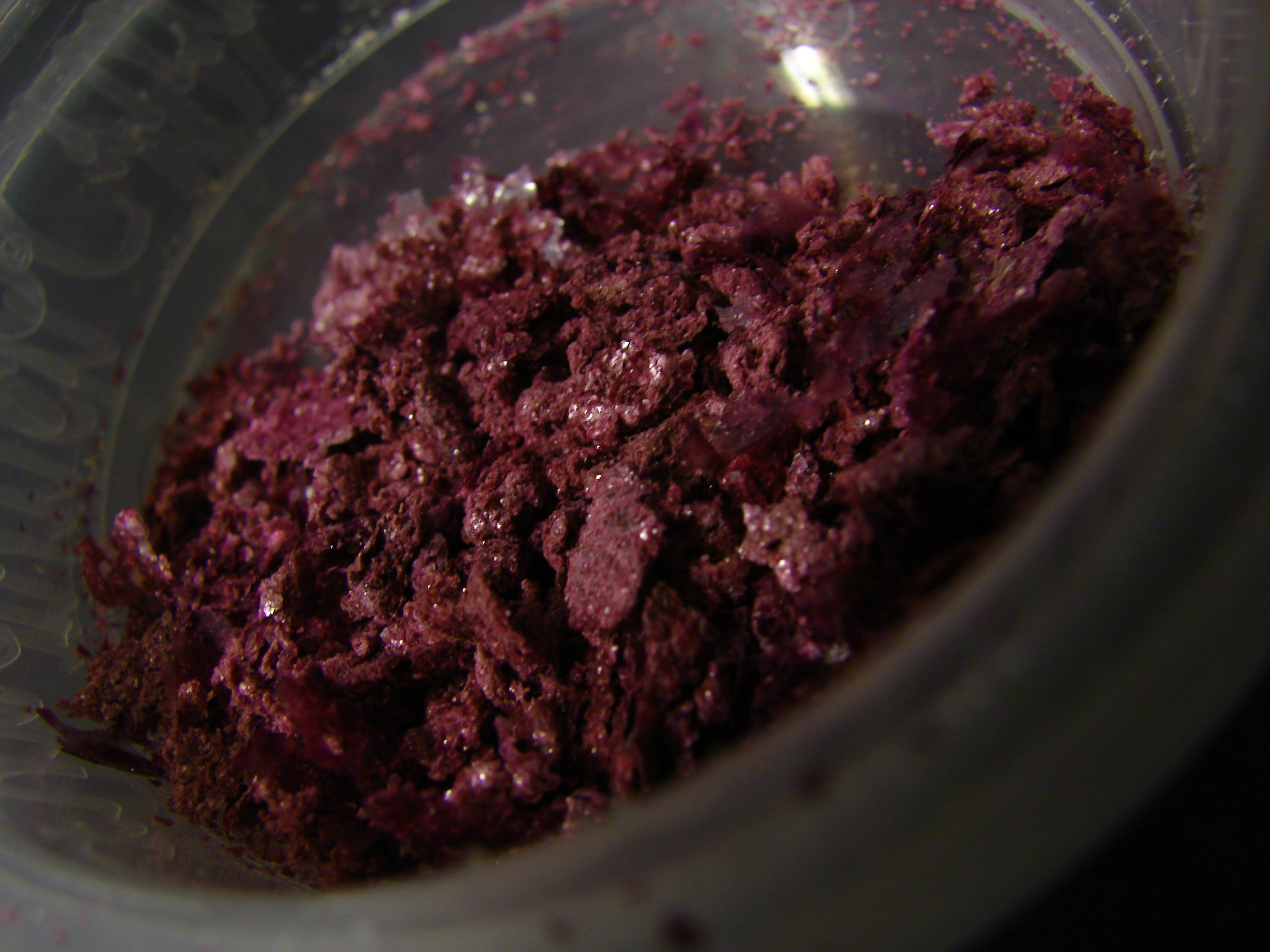
酒石酸样品

舍勒的早期研究主要是提纯有机酸。1768年他成功从对应的盐中提纯了草酸和酒石酸。他将其写成文章，却由于他使用的语言晦涩难懂，文法不顺未能发表。舍勒把这件事告诉了雷特泽乌斯，雷特泽乌斯用学术界通行的方式重写了文章，获得发表，学术界才开始了解舍勒。
舍勒一生中，一直对有机酸研究有着浓厚的兴趣，之后他还相继提取纯化了尿酸（1776）、乳酸（1780）、甘油（1783）、柠檬酸（1784）、苹果酸（1785）、没食子酸（1786）。

### 发现氧气与氯气

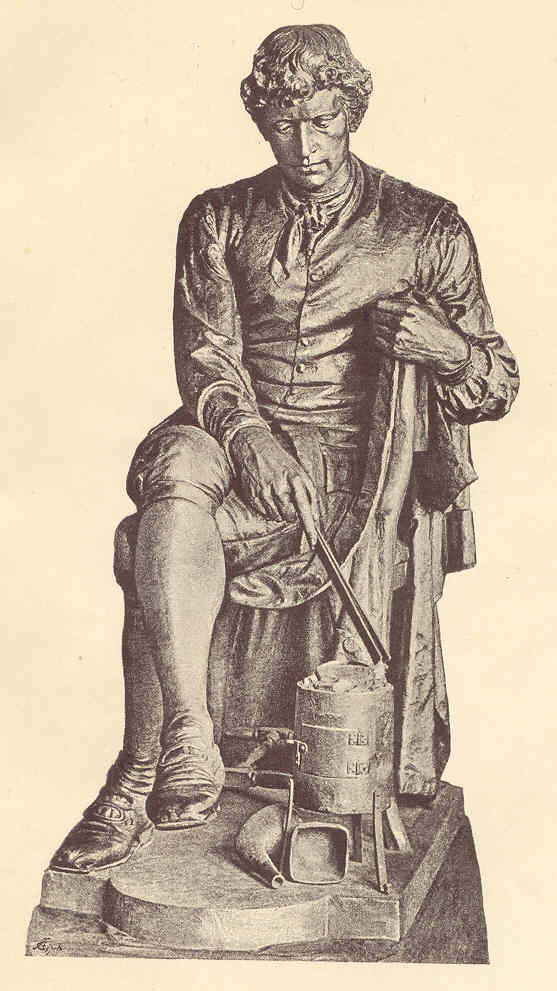
斯德哥尔摩的舍勒塑像，记录他在进行物质在氧气中燃烧的实验

1760年代末，舍勒研究了金属和酸的反应，认为生成的氢气就是燃素本身，在实验和结论上都和亨利·卡文迪什同时期的成果相近。1772年贝格曼建议舍勒分析软锰矿（主要成分为二氧化锰）的性质。舍勒将软锰矿与浓硫酸共热，产生了一种气体。舍勒后来发现将硝酸钾或者氧化汞等物质加热，发现会产生类似的气体。
2 MnO2 + 2 H2SO4   →   2 MnSO4  +  O2  +  2 H2O
他对这种气体的性质作了研究，发现它可以帮助燃烧，所以他把这种气体叫做“火气”，并且通过硫肝（主要成分是硫化钾和多硫化钾）对氧气的吸收和白磷在氧气中燃烧，测出了“火气”占空气体积的约五分之一，实际上这种火气就是氧气。
舍勒在他唯一的一部著作《论空气和火的化学》（Chemische Abhandlung von der Luft und dem Feuer）中报道了自己的发现。但这本书被出版商延误，直到1777年才出版。而英国化学家约瑟夫·普利斯特里于1774年发现氧气后，很快就发表了论文，这就造成了对氧气的最早发现者的争论。舍勒自己提到过他于1774年给拉瓦锡写过一封信，详细阐述了“火气”的性质，但这封信丢失了，直到1993年才被找到，从而确定了舍勒在1772年就发现了氧气。由于舍勒是燃素说的拥护者，从而将金属等物质在“火气”中的燃烧，认为是可燃物中的燃素和“火气”结合的过程，未能正确解释燃烧过程
1774年舍勒做出了另外一项重大发现，他用浓盐酸和软锰矿共热时，发现产生了具有强烈的刺激性气味的黄绿色气体。
MnO2  +  4 HCl （浓） →   MnCl2  +  Cl2  +  2 H2O （此反应需加热才能进行）
舍勒发现这一气体会聚集在容器底部，意味着它的密度比空气要大。舍勒发现了这一气体部分溶于水，还具有漂白作用，可以使蓝色石蕊试纸和某些花朵褪色。它将这一反应解释为软锰矿夺去了盐酸中的燃素，因此称产生的这种气体为“脱燃素盐酸”，后来汉弗里·戴维将其命名为氯气。

### 无机化合物研究

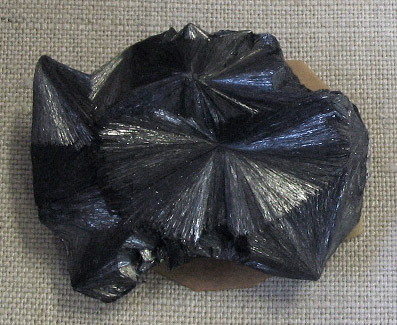
二硫化钼矿石，当时被误认为是一种石墨

舍勒发现了亚硝酸。1770年他研究过主要成分是氟化钙的萤石，发现当萤石和浓硫酸共热时，会产生一种溶于水呈酸性、类似氯化氢的气体，这就是氟化氢。他加热这种溶液后发现产生了二氧化硅，舍勒将其解释为二氧化硅来自于这种酸的分解，而其他化学家则认为这来自于这种酸对玻璃仪器的腐蚀，舍勒后来修正了自己的观点，这一发现使人们注意到可以用氢氟酸腐蚀玻璃，这成为雕刻玻璃的基础。
1777年舍勒发现了银盐在光照下会分解，这成为摄影术的基础。1778年舍勒认为二硫化钼并非是一种石墨，而是某种金属的矿石，他将其溶于硝酸，发现产生了白色固体（三氧化钼），他试图还原这种白色固体得到纯的金属钼，但没有可以达到所需温度的炉子。1781年拥有高温设备的彼得·雅各布·海基尔姆在舍勒研究的基础上制出了纯钼。舍勒还曾获得了钨酸和确认了钡的存在。
舍勒还曾对颜料和染料进行过分析。他研究过普鲁士蓝，发现普鲁士蓝加热后分解出一种气体，该气体溶于水有弱酸性。由于舍勒有亲口尝自己合成产物的习惯，他亲口尝过这种气体的水溶液，即氢氰酸。1775年左右，他制取了黄绿色的舍勒绿（CuHAsO3），后来被广泛应用在墙壁粉刷中，直到人们逐渐认识到它的毒性为止。